# Lucia Moholy
Lucia Moholy,  de nacimiento Schulz, (Praga, 18 de enero de 1894 - Zúrich, 17 de mayo de 1989) fue una escritora y fotógrafa checa, figura de la vanguardia alemana de entreguerras.

## Biografía
Era bilingüe, hablaba checo y alemán y, además, hablaba con fluidez el francés y el inglés.A los 18 años se diplomó como maestra de inglés y filosofía y con posterioridad asistió a clases de Filosofía e Historia del Arte en la Universidad de Praga.
Se casó en 1921 con László Moholy-Nagy, profesor de la Escuela de la Bauhaus alemana. 
Coincidiendo con la época de la Bauhaus en Dessau, en la que su marido fue un profesor y teórico, realizó una completa labor de documentación fotográfica de todos los aspectos de la vida diaria en la Bauhaus, desde lo más doméstico hasta los trabajos y diseños realizados, incluyendo los edificios y sus interiores, fundamentales para conocer la historia de la Arquitectura de la Bauhaus. Retrató a muchas de sus figuras, desde el mismo Moholy-Nagy, hasta diseñadoras y fotógrafas como Marianne Brandt u otros artistas internacionales como Paul Klee, Kandinsky, Georg Muche o Anni Albers. Las fotografías de los objetos producidos en la Bauhaus (como las sillas de Marcel Breuer y las teteras de Marianne Brandt, por ejemplo), poseen su propia presencia artística, de geometría austera y superficies metálicas brillantes. Con los retratos de Ise Gropius, Anni Albers o Florence Henri, reflejó una visión poco común de la presencia de las mujeres en la Bauhaus.
Debido a su origen judío (ella se declaraba atea) tuvo que huir de Alemania con la llegada del nazismo y terminó trabajando en Inglaterra y en Estados Unidos. Además de desarrollar su labor en el mundo editorial también lo hizo colaborando para la ONU.
Finalmente terminó regresando a un entorno de habla germana, en las proximidades de Zúrich, en Suiza. Es considerada, con Gabriele Münter y Nina Kandinsky, colaboradora y testigo del nacimiento y desarrollo de las vanguardias artísticas del siglo XX.

## Obra
En el marco de su trabajo en la Bauhaus realizó dos labores fundamentales:
- Una labor de documentación de la vida de la Bauhaus (alumnos, profesores, obras, fiestas, etc.).
- Una supervisión técnica fotográfica, como persona que ya había trabajado previamente en el campo editorial y fotográfico.

## Exposiciones (selección)
̈* 2016. "Lucia Moholy, cien años después". Photoespaña, Galería Loewe (Fundación Loewe), Madrid